# Epic Mazur
Bret Hadley „Epic” Mazur (ur. 31 sierpnia 1970 w Brooklynie w Nowym Jorku) – amerykański muzyk, wokalista, raper, producent muzyczny i kompozytor, współzałożyciel zespołu Crazy Town. Jako producent Mazur współpracował z najbardziej kultowymi nazwiskami w branży muzycznej takimi jak na przykład Prince, New Kids on the Block, The Black Eyed Peas, N.W.A, Plain White T’s czy Seal oraz jego własnym zespołem Crazy Town, który miał światowy przebój „Butterfly” (1999).
Epic Mazur jako multiplatynowy producent sprzedał ponad 18 mln płyt, był siłą twórczą w zmienianiu oblicza muzyki pop i alternatywnej w XXI wieku.

## Życiorys

### Wczesne lata
Urodził się i dorastał w rodzinie żydowskiej w nowojorskim Brooklynie, zanim wraz z rodzicami przeniósł się do Hollywood. Jego kuzynką jest aktorka Monet Mazur, znana z roli agentki United States Secret Service Natalie Giordano w serialu NCIS: Los Angeles, która wystąpiła w teledysku Crazy Town „Revolving Door” (2001) z Kimberly Stewart. Ukończył William Howard Taft High School w Los Angeles.

### Kariera muzyczna
W 1986, w wieku 16 lat pod pseudonimem „Epic” zaczął pracować jako DJ. W 1989 podjął współpracę z Richardem „Wolfie” Wolfem w ramach zespołu produkcyjnego funk i R&B Wolf & Epic na płytach Bell Biv DeVoe, Ralpha Tresvanta, MC Lyte czy MC Serch’a.
W 1992 wspólnie z Sethem „Shifty Shellshockiem” Binzerem założył formację The Brimstone Sluggers. Na początku 1999 utworzyli Crazy Town w składzie: Mazur (wokal), Binzer (wokal), Charles A. „Rust Epique” Lopez (gitara), James „JBJ” Bradley Jr. (perkusja, instrumenty perkusyjne), Doug „Faydoe Deelay” Miller (gitara basowa), Adam „DJ AM” Goldstein (gramofony, sample, programowane, instrumenty klawiszowe) i Antonio Lorenzo „Trouble” Valli (gitara prowadząca). Ich debiutancki album, The Gift of Game, został wydany w listopadzie 1999. Grupa odniosła już na początku swojej działalności duży sukces za sprawą singla „Butterfly”, który dotarł do pierwszego miejsca na liście Billboard Hot 100 w 2001, osiągając rekordową sprzedaż przekraczającą 1,5 mln egzemplarzy. Ich kolejny album, Darkhorse z 2002, był komercyjną porażką w porównaniu z poprzednim krążkiem, a zespół rozpadł się wkrótce po wydaniu płyty.
Po tym, jak w 2007 Crazy Town ogłosił reformę, Mazur stwierdził, że trzeci album Crazy Town, zatytułowany Crazy Town Is Back, zostanie wydany zaraz po jego nadchodzącym albumie solowym, Strip to This wiosną 2008. W efekcie żaden się nie ukazał. W 2011 Mazur założył zespół LA EX, wraz z członkiem Crazy Town - Kraigiem Tylerem i Antonellą Barbą. W lipcu 2011 wydali swój pierwszy teledysk „Lipstick” na YouTube. W 2015 ukazała się płyta Crazy Town The Brimstone Sluggers. Po roku przerwy od grupy Mazur ogłosił w styczniu 2017 za pośrednictwem Facebooka, że nie będzie już koncertował z zespołem.
Wspólnie z kolegami z zespołu w Crazy Town gościł w reality show VH1 Celebrity Rehab po latach nadużywania substancji.
Po latach, z ponad dwudziestoletnim doświadczeniem w miksowaniu i produkcji, został producentem dźwięku i muzyki w Sugar Studios LA, zajął się m.in. projektowaniem dźwięku do filmów fabularnych i telewizyjnych.

## Życie prywatne
Był związany z aktorką porno Alexą Rae. Ma syna Maxa (ur. 1996). Żonaty z Katrin.

## Dyskografia

### Albumy studyjne

#### Z zespołem Crazy Town
- The Gift of Game (1999)
- Darkhorse (2002)

#### Działalność solowa
- Strip to This